# Álbum de figurinhas da Copa do Mundo FIFA de 2022
O álbum de figurinhas da Copa do Mundo FIFA de 2022 é o 14.º álbum de figurinhas da Copa do Mundo FIFA lançado pela Panini.

## Características
O álbum conta com 670 figurinhas colecionáveis das 32 seleções classificadas para a Copa do Mundo FIFA de 2022 e seus jogadores, além de arenas, logos das federações, mascote e bola oficial, e entre elas há cinquenta figurinhas especiais metalizadas. As figurinhas podem ser compradas através de pacotes, contendo cinco cada.
O álbum está disponível, em versão limitada, nas cores prata e ouro, além do tradicional em bordô. Além disso, vinte figurinhas de jogadores estão disponíveis na versão "Legends", brilhantes e mais raras, cada uma nas cores bordô, bronze, prata e ouro (totalizando 80 figurinhas extras). Segundo a Panini, uma figurinha extra bordô é encontrada a cada 190 embalagens; a bronze, a cada 317 pacotes. Já a prateada é encontrada em média a cada 950 embalagens; e a ouro, a cada 1 900 pacotes. Há também seis jogadores disponíveis como figurinhas extras chamadas de "Rookies". Tais figurinhas não são necessárias para completar o álbum; isso foi feito como uma tentativa de respeitar a legislação no país que exige que as empresas que comercializam álbum com figurinhas as disponham na mesma quantidade dos álbuns distribuídos, de maneira que todos consigam completar a coleção.
Países com filial da Panini — Brasil, Chile e México — apresentam figurinhas com fundo azul e roxo, enquanto os demais apresentam figurinhas em laranja, além de outras diferenças. Segundo a Panini, seu objetivo é evitar problemas cross-border — transporte de um produto de um país para o outro, ultrapassando fronteiras — e proteger mercados de diferentes localidades.
No Brasil, seu custo é de doze reais em sua versão tradicional ou 44,90 reais na versão capa dura. Um pacote contendo cinco figurinhas custa quatro reais.
Em Portugal, uma carteira com cinco cromos custa um euro.

## História
Desde 1970, a Panini lança álbuns de figurinhas para todas as Copas. As pré-vendas do álbum de 2022 se iniciaram no dia 19 de julho. Foi lançado exatamente um mês depois, estando disponível em bancas de jornal e livrarias, além do site da Panini e redes varejistas. No Brasil, os serviços de delivery iFood e Rappi disponibilizaram a compra de figurinhas. Foi lançado também um álbum virtual, disponível na versão web ou como aplicativo para Android. De acordo com a Panini, a partir do dia 30 de setembro de 2022 até 15 de maio de 2023, o colecionador poderá acessar o serviço de cromos faltantes no site da empresa e selecionar até 50 figurinhas que não tenha encontrado. No Brasil, o preço unitário será 0,80 centavos o cromo.

## Seleção Brasileira
A Panini reservou 18 figurinhas de jogadores mais duas, uma sendo o escudo da CBF e a outra seria a imagem do grupo posando para uma foto oficial antes de uma partida.
No álbum, os seguintes jogadores estavam disponíveis: Alisson, Ederson, Alex Sandro, Danilo, Éder Militão, Marquinhos, Thiago Silva, Casemiro, Philippe Coutinho, Fabinho, Fred, Lucas Paquetá, Antony, Gabriel Jesus, Neymar Jr, Raphinha, Richarlison e Vinícius Jr.
Dentre todos esses, apenas Philippe Coutinho não esteve na Convocação para a Copa do Mundo por conta de uma lesão muscular sofrida um dia antes de anunciarem a lista oficial.

## Recepção

### Preço
O preço aumentado dos pacotes de figurinhas — no Brasil, o dobro em relação a 2018 — recebeu críticas e virou piada na Internet. O custo médio para completar o álbum foi calculado em 3 865 reais no Brasil, conforme relatado pelo Valor Econômico. O custo mínimo — ou seja, comprando as 670 figurinhas sem repetir — é de 536 reais. O youtuber Felipe Neto completou o álbum em um único dia, gastando o valor de 1 080 reais. No Reino Unido, o custo foi estimado em 900 libras, e, nos Estados Unidos, em 1 200 dólares. A Panini respondeu às críticas do preço brasileiro dizendo que "a editora mantém o preço dos produtos colecionáveis há dois anos entre R$ 3,50 e 4,00, valor este alinhado e praticado em toda a América Latina" e que "o álbum de figurinhas da Copa do Mundo Qatar 2022 é um produto oficial licenciado pela FIFA e, por esse motivo, tem que seguir políticas de equiparação de preços em todos os países [da América Latina], conforme regras definidas pela entidade".

### Falta de produtos
Na Argentina, a falta de produtos relacionados ao álbum foi constante. No dia 2 de setembro o Procon-SP, no Brasil, notificou a Panini para explicar problemas com a comercialização de kits e combos, álbuns e figurinhas individuais. De acordo com o órgão, em agosto foram feitas 432 reclamações relacionadas a não entrega ou atraso na entrega dos itens. A Panini disse que "implementou melhorias" após a notificação.

### Figurinhas "Legends"
Uma figurinha dourada "Legends" do jogador Neymar foi considerada uma das mais raras e já foi anunciada para venda a um valor de nove mil reais no Brasil. Em outro caso, um vendedor colocou à venda um combo de três figurinhas extras Legend douradas por 9 999 reais. O anúncio foi alvo de piadas na Internet. No dia 12 de setembro de 2022, o Procon notificou a Panini sobre as figurinhas extras. Segundo a lei paulista 9.340, de 1996, "fica vedada qualquer campanha que tenha na sua distribuição figurinhas 'raras' ou carimbadas" por exemplo. Assim, "O Procon está avaliando a questão da oferta das figurinhas extras e pode vir a questionar a empresa a respeito disso".

### Golpe via WhatsApp
No Brasil, foi difundido um golpe via WhatsApp, relacionado ao álbum da Copa: uma mensagem falsa que prometia 400 figurinhas para quem clicasse no link, compartilhasse a "promoção" com amigos e oferecesse seus dados pessoais. Com isso, os golpistas conseguiam os dados pessoais das vítimas.